# Ad-Durajbijja
Ad-Durajbijja (arab. الدريبية) – wieś w Syrii, w muhafazie Idlib. W 2004 roku liczyła 275 mieszkańców.